# Océans
Pour les articles homonymes, voir océan (homonymie).
Pour plus de détails, voir Fiche technique et Distribution.
Océans, dont le titre est également graphié Ωcéans, est un documentaire français réalisé par Jacques Perrin et Jacques Cluzaud dont le tournage a commencé en 2004 et qui est sorti en 2009.

## Synopsis
Ce documentaire filme l'océan et les créatures marines. Il s'interroge également sur l'empreinte que l'homme impose à la vie sauvage et invite à la protection des océans, face à la pêche abusive, à la pollution et au réchauffement climatique.
Le film laisse une large place à la beauté des images mises en musique et ne propose pas d'explications. La voix-off est peu présente et met en avant les réflexions et interrogations de l'auteur.

## Fiche technique
Sauf indication contraire, les informations mentionnées dans cette section peuvent être confirmées par la base de données cinématographiques Unifrance,  présente dans la section « Liens externes ».
- Titre : Océans, graphié Ωcéans
- Réalisation : Jacques Perrin, Jacques Cluzaud
- Scénario : Christophe Cheysson, Jacques Cluzaud, John Collee, Laurent Debas, Stéphane Durand, Laurent Gaudé, Jacques Perrin, François Sarano
- Direction photo sous-marine : René Heuzey[1]
- Son : Philippe Barbeau
- Musique : Bruno Coulais (Gabriel Yacoub a écrit et chante "The ocean will be", accompagné d'un orchestre symphonique)
- Budget : 49 000 000 euros
- Producteurs : Jacques Perrin, Nicolas Mauvernay
- Sociétés de production : Galatée Films, France 2 Cinéma, France 3 Cinéma, Pathé Production, Vértice 360, Les Productions JMH, Antoine de Cazotte
- Sociétés de distribution : Pathé Films, Disneynature, LexardPictures
- Pays de production :  France
- Langue de tournage : français
- Genre : documentaire
- Durée : 103 minutes
- Dates de sortie :
  - Japon : 17 octobre 2009 (Festival de Tokyo), 22 janvier 2010 (sortie nationale)
  - France : 27 janvier 2010
  - Belgique : 27 janvier 2010
  - États-Unis : 22 avril 2010

## Distribution
- Jacques Perrin : Narration
- Lancelot Perrin : Lui-même
- Pierce Brosnan : Narration de la version anglophone
- Jean Lemire : Narration de la version québécoise

## Distinctions
- 2011 : Récompensé par le César du meilleur film documentaire.

## Box-office
- Océans est sorti au Japon le 22 janvier 2010, quatre jours avant sa sortie dans les salles françaises ; il y a obtenu un très gros succès, avec 2 millions d'entrées dans les salles japonaises[2].
- En France, il est sorti le 27 janvier. Lors de sa première journée en France, 104 612 billets ont été vendus. Le premier week-end, ce sont 636 385 spectateurs qui ont été enregistrés, puis 774 586 entrées au total la première semaine. Océans a ainsi battu trois records pour un film documentaire, qui étaient précédemment détenus par Fahrenheit 9/11, sorti en 2004.
- Aux États-Unis, le documentaire français a enregistré en un mois 2,5 millions d'entrées[3].

| Pays ou région    | Box-office         | Date d'arrêt du box-office | Nombre de semaines |
| ----------------- | ------------------ | -------------------------- | ------------------ |
| Mondial           | 82 651 439 $       | 1er avril 2011             | 34                 |
| États-Unis        | 19 422 319 $       | 1er mars 2011              | 12                 |
| France            | 2 874 748 entrées  | 8 avril 2011               | 19                 |
| Monde hors France | 7 672 111 entrées  | 17 octobre 2011            | 90                 |
| Total Monde       | 10 546 859 entrées | 17 octobre 2011            | 90                 |

## Autour du film
Sauf indication contraire ou complémentaire, les informations mentionnées dans cette section proviennent du générique de fin de l'œuvre audiovisuelle présentée ici.
- Un extrait d'Océans est visible dans le film Quai d'Orsay de Bertrand Tavernier.